# In de schaduw der boortorens
In de schaduw der boortorens (À l' ombre des derricks) is het achttiende album uit de stripreeks Lucky Luke. Het verhaal werd geschreven door René Goscinny en getekend door Morris. Het album werd in 1962 uitgegeven door Dupuis.

## Inhoud
Het verhaal speelt zich af in de tweede helft van de negentiende eeuw. Petroleum is een zeer gewilde brandstof, maar moeilijk te winnen. Kolonel Edwin Drake doet een uitvinding: de boortoren waarmee je makkelijk petroleum kunt opboren. In het stadje Titusville beproeft Drake zijn geluk. De uitvinding blijk te werken en er breekt meteen een olie-rush uit.
Om de orde in Titusville te behouden wordt Lucky Luke door de gemeente aangesteld als sheriff. Lucky Luke weet de eerste ordeverstoorders een halt toe te roepen, maar kort daarna komt Barry Blunt in de stad aan. Blunt is advocaat geweest, en weet precies hoe de wet naar zijn wil te zetten. Op misdadige wijze maakt hij zich meester van bijna alle boortorens. Alleen Drake biedt weerstand aan Blunt. Al snel krijgt Blunt ook het monopolie van alle bedrijven in de stad en begint hij de bewoners schaamteloos uit te buiten. Lucky Luke kan echter niets tegen Blunt bewijzen om hem op te pakken. Uiteindelijk weet Lucky Luke Blunt te betrappen op een klein misdrijf. En met moeite lukt het Lucky later om hem tot levenslang te laten veroordelen. Blunt ontsnapt echter en steekt samen met zijn handlangers alle boortorens (die voor hem verbeurdverklaard zijn) in brand. Als zijn handlangers daarna de stad verlaten, blijft Blunt in vermomming in Titusville om zich te wreken op Lucky Luke. Uiteindelijk slaagt Blunt er bijna in Lucky neer te schieten, maar zijn plan mislukt, en hij wordt opgepakt. Nadat Blunt is overgedragen aan de cavalerie is de orde hersteld in Titusville en kan Lucky Luke weer weggaan.

## Achtergronden bij het verhaal
- Het uiterlijk van Barry Blunt is gebaseerd op striptekenaar Victor Hubinon.[1]